# Новик, Марина Михайловна
Мари́на Миха́йловна Но́вик (бел. Марына Міхайлаўна Новік; род. 19 января 1984, Жодино, Минская область) — белорусская легкоатлетка, специалистка по метанию копья. Выступала за сборную Белоруссии по лёгкой атлетике в 2005—2012 годах, победительница и призёрка первенств национального значения, участница двух летних Олимпийских игр.

## Биография
Марина Новик родилась 19 января 1984 года в городе Жодино Минской области Белорусской ССР.
В 2003 году одержала победу на чемпионате Белоруссии в метании копья.
Впервые заявила о себе в лёгкой атлетике на международном уровне в сезоне 2005 года, когда вошла в состав белорусской национальной сборной и выступила на молодёжном европейском первенстве в Эрфурте, где в метании копья с результатом 47,18 закрыла десятку сильнейших.
Благодаря череде удачных выступлений удостоилась права защищать честь страны на летних Олимпийских играх 2008 года в Пекине — в программе метания копья показала результат 56,10 метра, не сумев преодолеть предварительный квалификационный этап.
После пекинской Олимпиады Новик осталась действующей спортсменкой на ещё один олимпийский цикл и продолжила принимать участие в крупнейших международных стартах. Так, в 2009 году на соревнованиях в Минске она установила свой личный рекорд в метании копья — 63,25 метра, который на тот момент являлся национальным рекордом Белоруссии. Помимо этого, выиграла бронзовую медаль в Первой лиге командного чемпионата Европы в Бергене (54,90), отметилась выступлением на чемпионате мира в Берлине (56,44).
В 2010 году была девятой в Суперлиге командного чемпионата Европы в Бергене (52,06).
В 2011 году заняла десятое место в Суперлиге командного чемпионата Европы в Стокгольме (53,41).
Выполнив олимпийский квалификационный норматив, благополучно прошла отбор на Олимпийские игры 2012 года в Лондоне — на сей раз метнула копьё на 54,31 метра и так же в финал не вышла. Вскоре по окончании лондонской Олимпиады завершила спортивную карьеру.
Впоследствии работала тренером-преподавателем в Республиканском государственном училище олимпийского резерва.